# Sophie Mathiou
 Sophie Mathiou, née le 5 février 2002 à Aoste, est une  skieuse alpine valdôtaine.

## Biographie
Originaire de Gressan, elle est la nièce et la petite fille respectivement des skieuses valdôtaines Sonia Viérin et Roselda Joux. Elle a deux frères, Henri et Thierry.
En 2019, elle prend la 11e place du slalom du Festival olympique de la jeunesse européenne à Jahorina.
En 2020, aux Jeux olympiques de la jeunesse à Lausanne, elle prend la 5e place du combiné et la 9e du géant.
En 2021, à Bansko, elle est sacrée championne du monde juniors de slalom.
En janvier 2022, elle obtient son premier top-10 en Coupe d'Europe, en prenant la 9e place du slalom de Meiringen.
Fin 2022, elle se blesse gravement et met fin à sa saison.
En février 2025, elle décroche son premier podium en coupe d'Europe avec une belle 2e place dans le géant d'Oberjoch. Fin mars elle remporte le slalom géant des Jeux mondiaux militaires à Engelberg.

## Palmarès

### Coupe du monde
- 11 épreuves disputées (à fin mars 2025)

### Jeux mondiaux militaires d'hiver
- 1er du slalom géant en 2025

### Championnats du monde juniors
| Épreuve / Édition    | Descente | Super G | Slalom géant | Slalom | Combiné | Team event |
| Mondiaux 2021 Bansko | annulé   | 13e     | 10e          | Or     | annulé  | annulé     |

### Coupe d'Europe
4 tops 10 en slalom dont 1 podium

#### Classements
| Saison / Épreuve | Saison / Épreuve | Général | Général | Descente | Descente | Super G | Super G | Géant  | Géant  | Slalom | Slalom | Combiné | Combiné |
| ---------------- | ---------------- | ------- | ------- | -------- | -------- | ------- | ------- | ------ | ------ | ------ | ------ | ------- | ------- |
| Saison / Épreuve | Saison / Épreuve | Class.  | Points  | Class.   | Points   | Class.  | Points  | Class. | Points | Class. | Points | Class.  | Points  |
| 2024-2025        | 2024-2025        | 23e     | 272     | –        | –        | 9e      | 248     | 46e    | 24     | -      | -      | –       | –       |

### Jeux olympiques de la jeunesse
| Épreuve / Édition | Super G | Slalom géant | Slalom | Combiné | Team event |
| JOJ 2020 Lausanne | 12e     | 9e           | DNF    | 5e      | 13e        |

### Festival olympique de la jeunesse européenne
| Édition / Epreuve  | Slalom géant | Slalom |
| FOJE 2019 Jahorina | -            | 11e    |